# Pop Trash
Pop Trash é o décimo álbum de estúdio do Duran Duran, lançado mundialmente em 2000. Desde Julho de 2008, o álbum foi disponibilizado digitalmente pela loja iTunes nos E.U.A. e Europa, junto a Medazzaland, o álbum anterior.

## Histórico
A banda deixou a  Capitol em 1998 e assinou com a Hollywood Records, subsidiária da The Walt Disney Company. O vocalista e letrista Simon Le Bon, cada vez mais insatisfeito com a situação da banda e com a saída do baixista John Taylor, estava sofrendo de um grave caso de bloqueio durante a produção deste álbum. Em seu lugar, o tecladista Nick Rhodes e o guitarrista Warren Cuccurullo assumiram mais composições do que o habitual, retrabalhando parte de seu material da TV Mania em algumas das músicas do álbum.
Pop Trash continua onde Medazzaland (1997) parou; elementos de rock, synthpop e electronica fundidos, com muitas camadas de produção. O álbum é provavelmente um dos mais diversificados do Duran Duran, com músicas como "Lava Lamp" incluindo bateria com flange e guitarras intricadas, o malicioso "Mars Meets Venus" e o bizarro "Hallucinating Elvis" cheio de pulos manufaturados, enquanto balada pop suave "Someone Else , Not Me "apresentou poucos efeitos em tudo. Peças de guitarra pesadas como "Last Day on Earth" e "Playing With Uranium" são justapostas com canções mais suaves, cheias de melancolia delicada, como "Lady Xanax" e "The Sun Doesn't Shine Forever".
Este álbum foi mal promovido e não vendeu bem, embora a turnê de apoio tenha esgotado em quase todos os locais, incluindo uma temporada de uma semana no House of Blues em Los Angeles. Em março de 2001, a banda anunciou que havia se separado da Hollywood Records; Rhodes disse: "Nunca houve um lugar que se parecesse menos com uma gravadora: sete anões gigantes seguram o prédio. Você está ouvindo essas pessoas e, finalmente, eu tive que dizer: 'Que engraçado que o seu logotipo corporativo seja um grande par de orelhas, mas nenhum de vocês aqui tem alguma. "
Nick Rhodes disse mais tarde que Pop Trash foi o álbum mais difícil para a banda: "As coisas pareciam muito diferentes sem John, embora ele partisse durante a Medazzaland, ele tinha feito parte das sessões iniciais de gravação e tocado em várias faixas do álbum. Nosso processo de escrita se tornou muito diferente para o Pop Trash, também Simon estava tendo dificuldades com algumas das letras neste momento, então eu acabei escrevendo mais deles do que eu teria antecipado.Tínhamos uma nova gravadora, a Hollywood Records, que provou ser, na melhor das hipóteses, exasperante.Como nós não usamos um produtor, isso resultou em Simon, Warren e eu ter que focar todas as nossas idéias, embora não tendo uma visão clara do que estávamos tentando alcançar com o álbum. fundo, nós realmente achamos que o recorde acabou bem e fechou essa época ".
Na conclusão da turnê de apoio para este álbum, Cuccurullo foi demitido, e a banda se reuniu com seus cinco membros originais. Duran Duran ficou sem um contrato de gravação por um par de anos, enquanto gravava seu próximo álbum e fazia extensas turnês. Eles finalmente assinaram com a Epic Records e lançaram o Astronaut em 2004, com maior sucesso devido à reunião e promoção.
A música "Pop Trash Movie" foi gravada pela primeira vez pela banda americana de new wave  Blondie quando eles se reuniram pela primeira vez em 1997. Isto, e "Studio 54" (uma homenagem à boate de Nova York com o mesmo nome) foram ambos escritos por Duran Duran. . Ambas as músicas foram o primeiro material novo que a banda lançou em quinze anos, mas nenhuma delas foi incluída no álbum de 1998 " No Exit".

## Faixas
1. "Someone Else, Not Me" – 4:48
2. "Lava Lamp" – 3:54
3. "Playing with Uranium" – 3:51
4. "Hallucinating Elvis" – 5:26
5. "Starting to Remember" – 2:38
6. "Pop Trash Movie" – 4:54
7. "Fragment" – 0:49
8. "Mars Meets Venus" – 3:07
9. "Lady Xanax" – 4:53
10. "The Sun Doesn't Shine Forever" – 4:51
11. "Kiss Goodbye" – 0:41
12. "Last Day on Earth" – 4:27

Faixas adicionais
1. "Un Autre Que Moi" ("Someone Else, Not Me", em versões francesas) – 4:19
2. "Alguien Más Que No Soy Yo" ("Someone Else, Not Me", em versões em espanhol) – 4:16
3. "Prototypes" – 6:17

## Singles
1. "Someone Else, Not Me"
2. "Playing With Uranium" (apenas para a Itália)
3. "Last Day On Earth" (apenas para o japão)

## Formação
- Simon Le Bon - Vocal
- Warren Cuccurullo - Guitarra
- Nick Rhodes - Teclados